# My Girl (chanson des Temptations)
Pour les articles homonymes, voir My Girl.
Singles de The Temptations
Girl (Why You Wanna Make Me Blue)
(1964) It's Growing
(1965)
My Girl est une chanson phare du groupe de soul américain The Temptations. Sortie en 1964 pour le label Motown, elle devient un tube l'année suivante. Écrite par Smokey Robinson et Ronald White, elle devient le premier gros succès du groupe. Elle est inspirée à Smokey Robinson par son épouse Claudette Rogers Robinson, chanteuse des Miracles.
En 2021, le magazine américain Rolling Stone classe la chanson dans sa liste des « 500 plus grandes chansons de tous les temps », en 43e position.

## Genèse
My Girl est la première chanson à succès du groupe The Temptations. Il s'agit de la première chanson du groupe où figure David Ruffin, remplaçant de Elbridge "Al" Bryant, qui s'impose comme chanteur principal, en remplacement de Eddie Kendricks et de Paul Williams.
Smokey Robinson remarque les Temptations au cours d'une des tournées organisée par la firme Motown. Il est impressionné par l'interprétation que fait David Ruffin du tube Under the Boardwalk du groupe The Drifters et il pense que Ruffin est un « géant en sommeil ». Robinson prend alors la décision de produire un single où Ruffin serait chanteur principal.
Après sa sortie pour Noël en décembre 1964, le single devient no 1 des ventes. C'est la première fois que le groupe rencontre un tel succès. Ce hit ouvre la voie à d'autres pour les Temptations avec Ruffin : It's Growing (en) (1965), Since I Lost My Baby (en) (1965), My Baby (en) (1965), Ain't Too Proud to Beg (1966), Beauty Is Only Skin Deep (en) (1966), (I Know) I'm Losing You (en) (1966), All I Need (en) (1967), (Loneliness Made Me Realize) It's You That I Need (en) (1967), I Wish It Would Rain (en) (1967), et I Could Never Love Another (After Loving You) (en) (1968).

## Crédits
- Chanteur principal : David Ruffin
- Autres chanteurs : Eddie Kendricks, Melvin Franklin, Paul Williams, et Otis Williams
- Instrumentation : The Funk Brothers et le Detroit Symphony Orchestra (cordes)
- Écrit et produit par Smokey Robinson et Ronald White
- Arrangements : Paul Riser

## Reprises
La chanson fut l'objet de nombreuses reprises,, notamment par Kurt Cobain les Rolling Stones, Sam & Dave, The Mamas & the Papas, Michael Jackson, Stevie Wonder, Marvin Gaye, Otis Redding, Frank Sinatra, Al Green, Manu Dibango, Jesus and Mary Chain, Phil Collins, Garou ou Ahmed Mouici.
En 2025, elle est reprise en bachata par Prince Royce sur son album Eterno.

## Dans la culture populaire
La chanson est interprétée par l'acteur Ted Danson dans le film Trois Hommes et un bébé (1987).
Elle a donné son titre au film My Girl (1991), dans lequel elle est également présente.
On peut l'entendre aussi dans de nombreux films ou séries, comme Né un 4 juillet (1989) ou Les Nuits avec mon ennemi (1991). La version de Michael Jackson est présente dans Fiston (2014).